# Donald Gauf
Donald Valentine "Don" Gauf, född 1 januari 1927 i Edmonton, död 11 oktober 2014 i Edmonton, var en kanadensisk ishockeyspelare.
Gauf blev olympisk guldmedaljör i ishockey vid vinterspelen 1952 i Oslo.